# Lasse Thoresen
Lasse Thoresen (Oslo, 18 oktober 1949 is een Noors componist binnen het segment Eigentijdse klassieke muziek.
Thoresen zat in zijn jeugd al vroeg achter de piano en hij gaf zijn eerste concert in 1967. Hij kreeg muziekonderricht van Fartein Valen (muziektheorie) en Finn Mortensen aan de Norges musikkhøgskole aldaar. Hij studeerde daar in 1972 af en ging vervolgens verder studeren in Utrecht (elektroakoestische muziek) en Parijs (musique concrète en spectrale muziek). Hijzelf probeerde een combinatie te kamen van aloude volksmuziek uit Scandinavië en daarbuiten. Vanaf 1975 gaf hij les aan de muziekschool waar hij zelf lessen had gevolgd.
Hij schreef zijn muziek veelal op verzoek of volgens opdracht. Hij ging daarbij spirituele muziek niet uit de weg gezien zijn stuk voor de opening van het Bahai-centrum in Mount Carmel. In 2010 won hij de Nordisk råds musikkpris voor zijn werk getiteld Opus 42, maar ook eerdere werken van hem kregen Noorse muziekprijzen toebedeeld..
Opnamen van zijn werk zijn vooral te vinden op de Noorse platenlabels Simax en Aurora.
Enkele werken:
- 1976: The Garden op tyekst van Bahai
- 1995: Carmel eulogies
- 2005: En broderfolkskonsert

- Bibsys: 90386682
- Bibliothèque nationale de France: cb150184708 (data)
- Gemeinsame Normdatei: 103799249
- International Standard Name Identifier: 0000 0001 0804 8939
- Library of Congress Control Number: n82132449
- Nationale Bibliotheek van Letland: 000151994
- MusicBrainz: 418e4f37-a633-4601-ac59-02f1e4697c16
- Nationale Bibliotheek van Tsjechië: xx0153729
- LIBRIS: 394888
- Système universitaire de documentation: 231714203
- Virtual International Authority File: 119782934
- WorldCat: E39PBJh4yYYjc3JgTYv8jDjt8C